# フリーゲーム

テトリス

フリーゲームとは、フリーウェアとして公開されているゲーム（コンピュータゲーム）を指す呼称である。主にパソコンゲームを指し、商業/商用ゲームとは区別される場合もあるが、単に無料で入手して遊べるゲームの総称としても広く使われている。

## 歴史
フリーゲームという文化の歴史は古く、マイコン・パソコン雑誌やムックのページ（ソースコードを自分で打ち込む）、付録として流通したり、パソコン通信を経由して流通したり、イベント等で配布したりと、インターネット登場前の時代から存在していた。しかし、当時はその存在を知って活用できるのは一部に限られていた。
1990年代後半以降、インターネットとパソコンが一般家庭に急速に普及したこと、無料のソフトウェア開発環境や『RPGツクール』などゲームを制作できるツールが多く登場したこと、ソフトウェアを入手できる回線環境が整ったこと、国内だけでなく世界中のフリーゲームを容易に入手できるようになったこと、そして無料でも良いので自身の作品を発表したいというクリエイターが多く存在したことによって、制作される作品数やユーザー数は飛躍的に増加していった。
Javaアプリケーションなどを利用した携帯電話ゲームの需要拡大、その後のスマートフォン向けゲームの拡大を受け、移植や制作者が開発の場を移すケースも増えた。
多くのフリーゲームは制作者のウェブサイトや紹介サイトに収録されている。インターネット普及途上の時代には雑誌の付録CD-ROMに収録されることも多かった。紹介サイトとしては、Vectorの「新着ソフトレビュー」、窓の杜の「レビュー」「週末ゲーム」、4Gamer.netの「インディーズゲームの小部屋」「（ほぼ）日刊スマホゲーム通信」、ファミ通の「個人開発ゲームを斬る」「ファミ通.comインディーゲーム」、Impress Watchの「ゆるこいぶろぐ」がある。

## 商品化された主なフリーゲーム
| タイトル                        | 備考 |
| ------------------------------- | --- |
| スタートレック                  | ミニコンピュータから始まり数多くのプラットフォームに移植。                                                                                      |
| テトリス                        | 当初、原作者によりPDSとして公開されていた（当時はフリーウェアというライセンス形態は一般的ではなかった）。非常に数多くのプラットフォームに移植。 |
| さめがめ                        | 数多くのプラットフォームに移植。 |
| コープスパーティー              | 携帯端末、コンシューマ版、PC向けにアレンジ、派生作がリリースされている。                                                                        |
| 落雀                            | 第3回アスキーエンタテインメントソフトウェアコンテストでパーソナルコンピューター作品賞を受賞後エンターブレインから発売。                         |
| パレット                        | 第4回アスキーエンタテインメントソフトウェアコンテストでグランプリを受賞後PS用ソフト『Forget me not -パレット-』としてリメイク。                 |
| ZOO KEEPER                      | DS、アーケード、携帯電話向けに移植。 |
| JUDGEMENT SILVERSWORD           | ワンダースワン用ゲーム。 |
| ひとかた                        | ソフトバンク・ドコモ向けに携帯電話ゲーム化。 |
| TheWingBluff                    | PSP向けに発売。 |
| N                               | 『N+』としてコンシューマ版が発売。 |
| Every Extend                    | PSP向けには『Every Extend Extra』、Xbox 360向けには『Every Extend Extra Extreme』として発売。                                                   |
| TUMIKI Fighters                 | Wii向けに発売。 |
| レミュオールの錬金術師          | DS向けに発売。 |
| 洞窟物語                        | 北米で3DS、Wii等に移植、日本でもDSiウェアとして発売。                                                                                           |
| いかちゃん                      | 3DSに移植。 |
| Bonanza                         | コンピュータ将棋ソフト。ソースコードも公開。 |
| narcissu                        | PSP向けに発売。 |
| TRUE REMEMBRANCE                | 3DS向けに配信。 |
| Ozawa-Ken                       | タイピングソフト。 |
| 薔薇と椿                        | スマートデバイス向けにリメイク後、Nintendo Switch向けに再リメイクして配信。                                                                     |
| LA-MULANA                       | Wii用に大幅アレンジしたものが配信。 |
| 三十秒勇者                      | PSP用ソフト『勇者30』としてリメイク。 |
| Spelunky                        | コンシューマ版やSteamで配信。 |
| ヴァンガードプリンセス          | eigoMANGAから発売。 |
| 片道勇者                        | PlayStation 4・PlayStation Vita用ソフト『不思議のクロニクル 振リ返リマセン勝ツマデハ』としてリメイク。                                          |
| はーとふる彼氏                  | 数多くのプラットフォームに移植の他、ドラマCD化や漫画化やグッズ化。                                                                              |
| 青鬼                            | ニコニコ動画やYouTubeでの実況プレイが人気となり小説化やグッズ化や実写映画化、劇場アニメ化。                                                     |
| ゆめにっき                      | 漫画化や小説化やグッズ化。Steam、PLAYISM、Nintendo Switch用に『YUMENIKKI -DREAM DIARY-』としてリメイク。                                        |
| 霧雨が降る森                    | 漫画化やドラマCD化やグッズ化。 |
| 殺戮の天使                      | 漫画化や小説化やグッズ化、テレビアニメ化。 |
| 被虐のノエル                    | 漫画化や小説化やドラマCD化。 |
| NOeSIS                          | 漫画化や小説化。 |
| 魔女の家                        | 漫画化や小説化。 |
| 小此木鶯太郎の事件簿            | 漫画化。 |
| 獄都事変                        | 漫画化。 |
| Ib                              | グッズ化。Steam、Nintendo Switch用にリメイク版がPLAYISMより発売。展覧会の実施。                                                                 |
| 包丁さんのうわさ                | 小説化。 |
| シロノノロイ                    | 小説化。 |
| 魔王物語物語                    | 小説化。 |
| ファウストの悪夢                | 小説化。 |
| Ruina 廃都の物語                | 小説化。 |
| 虚白ノ夢                        | 小説化。 |
| 月光妖怪                        | 小説化。 |
| タオルケットをもう一度          | 小説化やグッズ化。 |
| マッドファーザー                | 小説化やグッズ化。 |
| クロエのレクイエム              | 小説化やグッズ化。 |
| DeathForest〜森からの脱出〜     | 実写映画化。 |
| Paranoiac                       | 実写映画化。 |
| 死臭 -つぐのひ異譚-             | 実写映画化。 |
| ハロウィンナイトメア            | 実写映画化。 |
| バレンタインナイトメア          | 実写映画化。 |
| The Rabbit House                | 実写映画化。 |
| ありふれたホシの終末期NextPhase | ニコニコ自作ゲームフェス2でとらのあな賞を受賞し商品化。                                                                                         |
| アクションモグラ                | ニコニコ自作ゲームフェス3で5冠を受賞し商品化。                                                                                                  |

| 水色の塔（58）                                         |
| レミュオールの錬金術師（59）                           |
| IndeTerminate Plus Alpha（11「ファンタジーロープレ」） |
| 少女魔法学園（50）                                     |
| 魔王のアクジ（57）                                     |
| ふしぎな森のポコラ（40）                               |
| Fate Axis（28「3D格闘」）                              |
| TECHNO-SYLPH（68「縦型シューティング」）               |

## 無料配布された商用ゲーム
北米では『グランド・セフト・オート』が無料配布された。日本では、カプコンが『ストリートファイター X ロックマン』を無料配布した。また、ソーシャルゲーム『星宝転生ジュエルセイバー』では商用利用も可能として、キャラクターイラストとシナリオテキストを無償公開した。ゲームエンジンであるUnityでは、「ユニティちゃん」の素材を無償公開した。
アダルトゲームでは『しまいま。』（アリスソフト）、『あねいも エターナルエディション』（bootUP!）、『キミトユメミシ』（Laplacian）が無料配布された。現在配信停止したものには『se・きらら』（native）、『ファムファタール』（Inspire）がある。また、アリスソフトやTOPCAT（『ReNN』『ZAP! THE MAGIC』）は、かつて製品として発売していた旧作を無料配布した。